# Karel Feller
Karel Feller (* 1. Dezember 1898 in Prag, Österreich-Ungarn; † 1991) war ein tschechoslowakischer Fußballspieler.

## Karriere

### Vereine
Feller gehörte dem DFC Prag von 1921 bis 1926 als Stürmer an. Von 1921 bis 1923 spielte er in einer Angriffsreihe mit Otto Höss und von 1924 bis 1926 mit Ferenc Szedlacsek. Bei der ersten offiziellen Tschechoslowakischen Meisterschaft 1925 war er mit seiner Mannschaft in einer aus zehn Mannschaften bestehenden Liga vertreten und schloss diese als Viertplatzierter ab. Ab der Saison 1925/26 waren keine deutschen Vereine in dieser Spielklasse zugelassen, sodass er, wie zuvor von 1921 bis 1924, in dem von der Dachorganisation der in der Tschechoslowakei bestehenden Nationalverbände der Minderheiten organisierten deutsch-böhmischen Teilverband seine letzte Saison absolvierte.

### Nationalmannschaft
Feller bestritt einzig am 13. August 1922 ein Länderspiel für die tschechoslowakische Nationalmannschaft, die das Spiel gegen die Nationalmannschaft Schwedens mit 2:0 in Stockholm gewann. Zuvor, am 2. Juni 1918 und am 6. Oktober 1918, kam er für die Nationalmannschaft Österreichs in den beiden Partien gegen die Nationalmannschaft Ungarns zum Einsatz, die mit 0:2 und 0:3 jeweils in Wien verloren wurden.

## Erfolge
- DFVfB-Meister im ČSAF 1923, 1924, 1926